# ロイ・ウォード・ベイカー
ロイ・ウォード・ベイカー（Roy Ward Baker、1916年12月19日 - 2010年10月5日）は、イギリスの映画監督である。『SOSタイタニック』を手がけたことで知られている。

## 経歴
1916年12月19日、ロンドンに生まれる。13歳の頃、ミュージカル映画『ブロードウェイ・メロディー』を見た彼は、映画業界の道へ進むことを決意する。
1934年、ゲインズボロー・スタジオに入社し、雑用係を務めた。1938年、アルフレッド・ヒッチコック監督の『バルカン超特急』で助監督を務める。第二次世界大戦の間、イギリス陸軍のキネマトグラフ部隊に所属し、エリック・アンブラーの指揮の下、数々の軍事ドキュメンタリー作品を手がけた。
1947年、『The October Man』で長編映画監督デビューを果たす。1950年に監督した『暁の出航』がダリル・F・ザナックの目に留まったことから、活動の拠点をハリウッドへ移した。1952年、マリリン・モンロー主演の『ノックは無用』を監督する。1953年には、20世紀フォックス初の3D映画となった『地獄の対決』を監督している。その後、イギリスへ戻った彼は、1958年に『SOSタイタニック』を監督した。
2010年10月5日、ロンドンにて死去。93歳没。

## フィルモグラフィー
特記のない作品は監督のみを担当。

### 映画
- The October Man （1947年）
- 暁の出航 Morning Departure （1950年）
- ノックは無用 Don't Bother to Knock （1952年）
- 地獄の対決 Inferno （1953年）
- 颱風圏 Passage Home （1955年）
- 脱走四万キロ The One That Got Away （1957年）
- SOSタイタニック/忘れえぬ夜 A Night to Remember （1958年）
- 黒い狼/ローン・ウルフの決闘 The Singer Not the Song （1961年） - 監督・製作
- 巨艦いまだ沈まず The Valiant （1962年）
- 火星人地球大襲撃 Quatermass and the Pit （1967年）
- 残酷な記念日 The Anniversary （1968年）
- 宇宙船02 Moon Zero Two （1969年）
- バンパイア・ラヴァーズ The Vampire Lovers （1970年）
- 血のエクソシズム/ドラキュラの復活 Scars of Dracula （1970年）
- ジキル博士とハイド嬢 Dr. Jekyll and Sister Hyde （1971年）
- アサイラム・狂人病棟 Asylum （1972年）
- 墓場にて/魔界への招待・そこは地獄の始発駅 The Vault of Horror （1973年）
- スクリーミング/夜歩く手首 And Now the Screaming Starts! （1973年）
- ドラゴンVS.7人の吸血鬼 The Legend of the 7 Golden Vampires （1974年）

### テレビ映画
- セイント/フィクションメーカーズ The Fiction Makers （1968年）
- ハマー ホラー&SF映画大全 Flesh and Blood: The Hammer Heritage of Horror （1994年） - 出演

### テレビドラマ
- ダンディ2 華麗な冒険 The Persuaders! （1971年 - 1972年）
- プロテクター電光石火 The Protectors （1973年）

## 著書
- The Director's Cut: A Memoir of 60 Years in Film and Television （2000年）